# Villa Grün

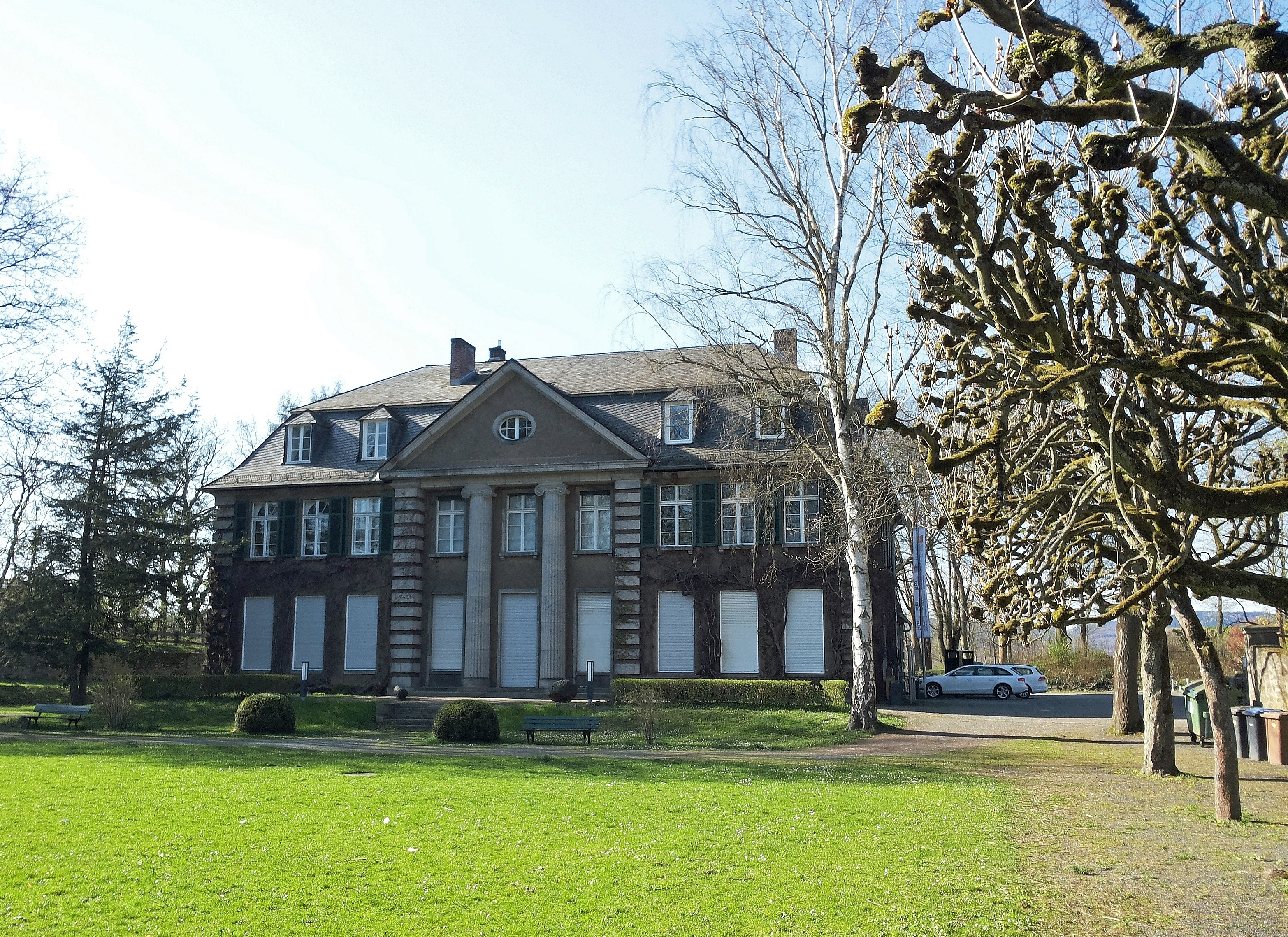
Villa Grün

Die Villa Grün in Dillenburg, der ehemaligen Kreisstadt im hessischen Lahn-Dill-Kreis, wurde in den Jahren 1914/15 erbaut. Das Gebäude am Schloßberg 3 nahe dem Wilhelmsturm ist heute ein Museum und ein geschütztes Baudenkmal.

## Geschichte

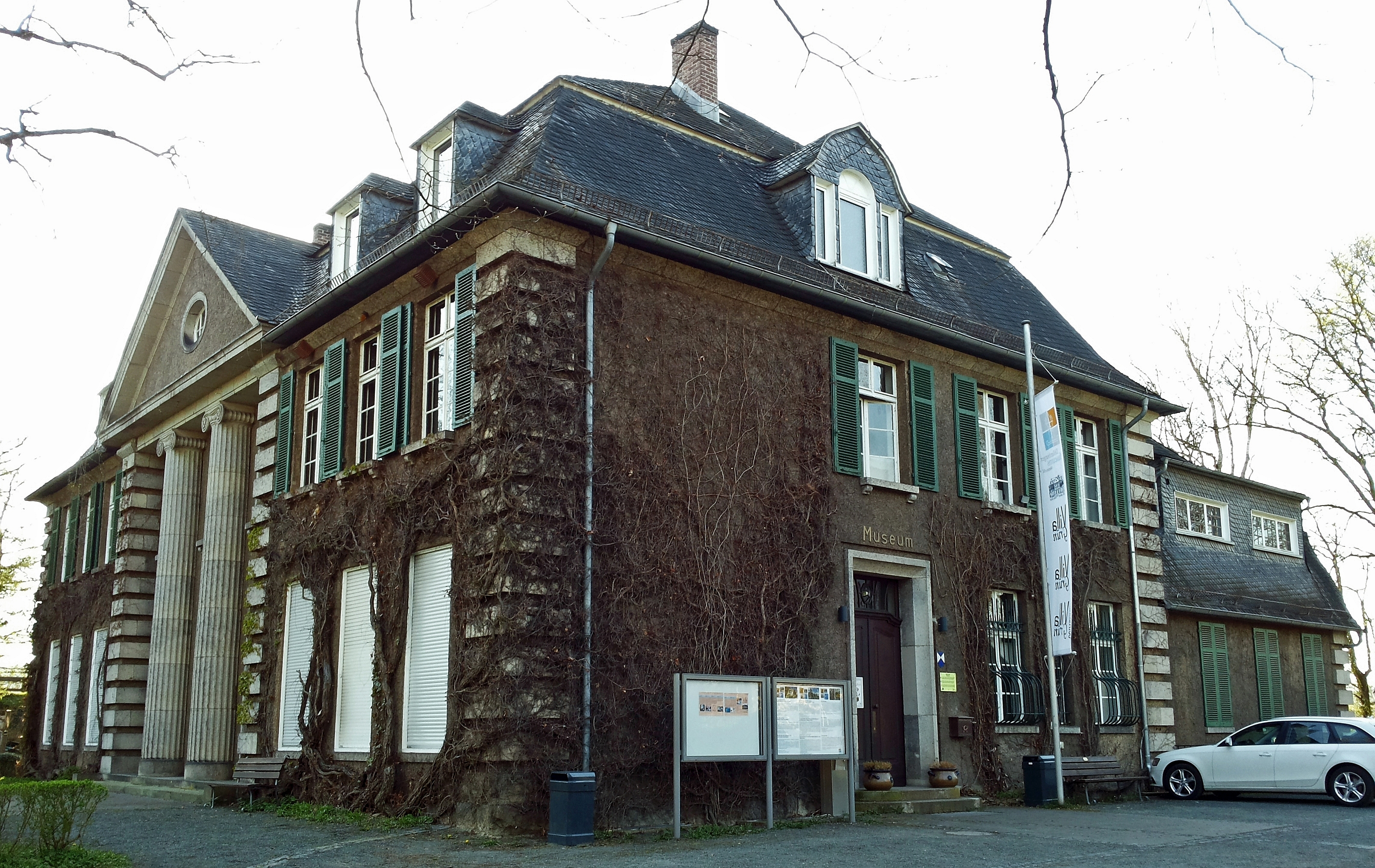
Eingang Museum

Die Villa Grün wurde im Auftrag des Gruben- und Hüttenbesitzer Carl Grün errichtet. Die Stadt erwarb im Jahr 1979 das Bauwerk und übergab es dem Museumsverein Dillenburg. Seit dem Jahr 1983 befindet sich das wirtschaftsgeschichtliche Museum in den Räumlichkeiten. Die wirtschaftliche Entwicklung und die Struktur des Dillgebietes werden in über 20 Räumen der Villa ausgestellt. In der Küchenabteilung befinden sich Exponate vom Mittelalter bis zur Neuzeit. Zudem finden in dem Museum regelmäßig Sonderausstellungen statt.

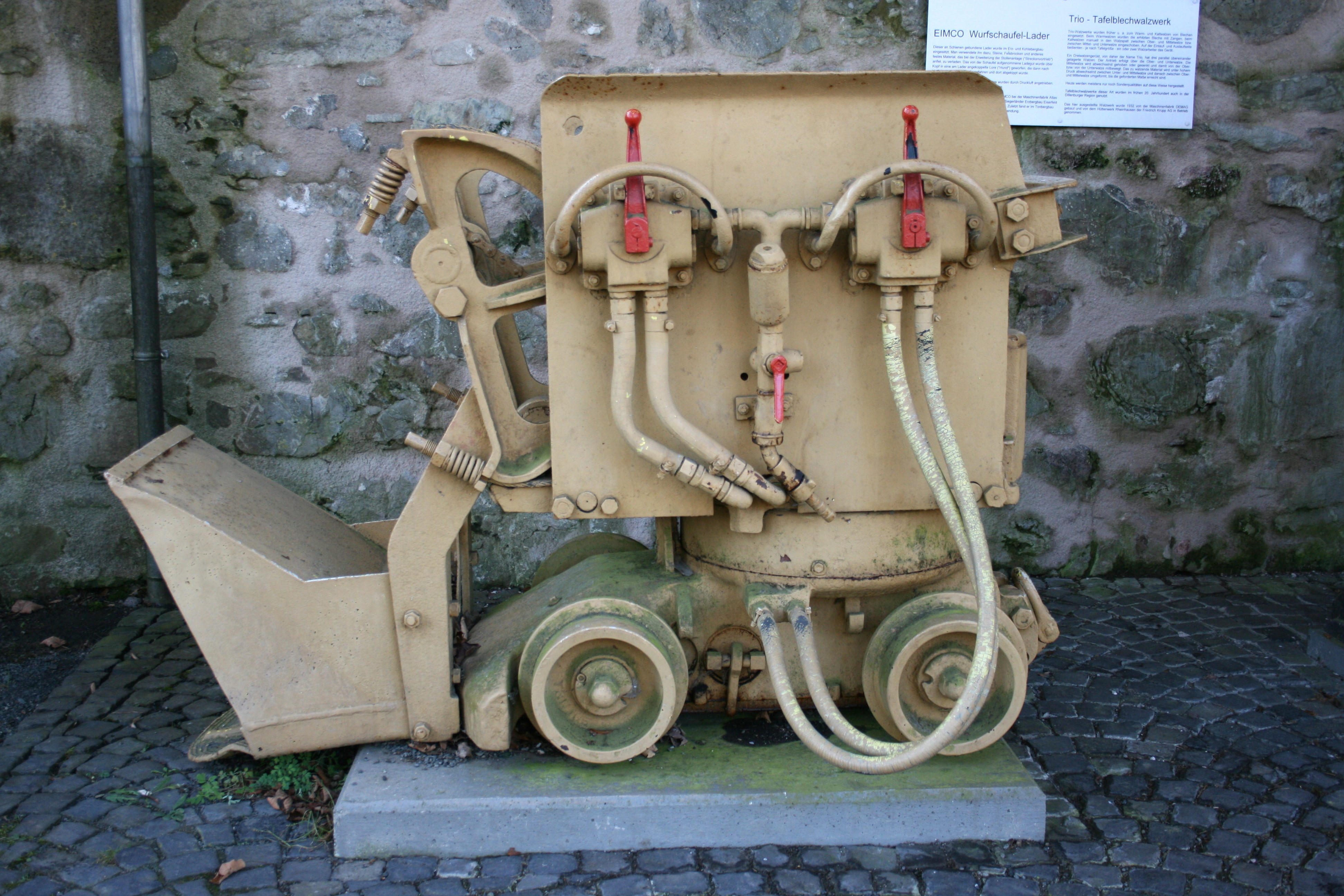
Exponat EIMCO-Lader
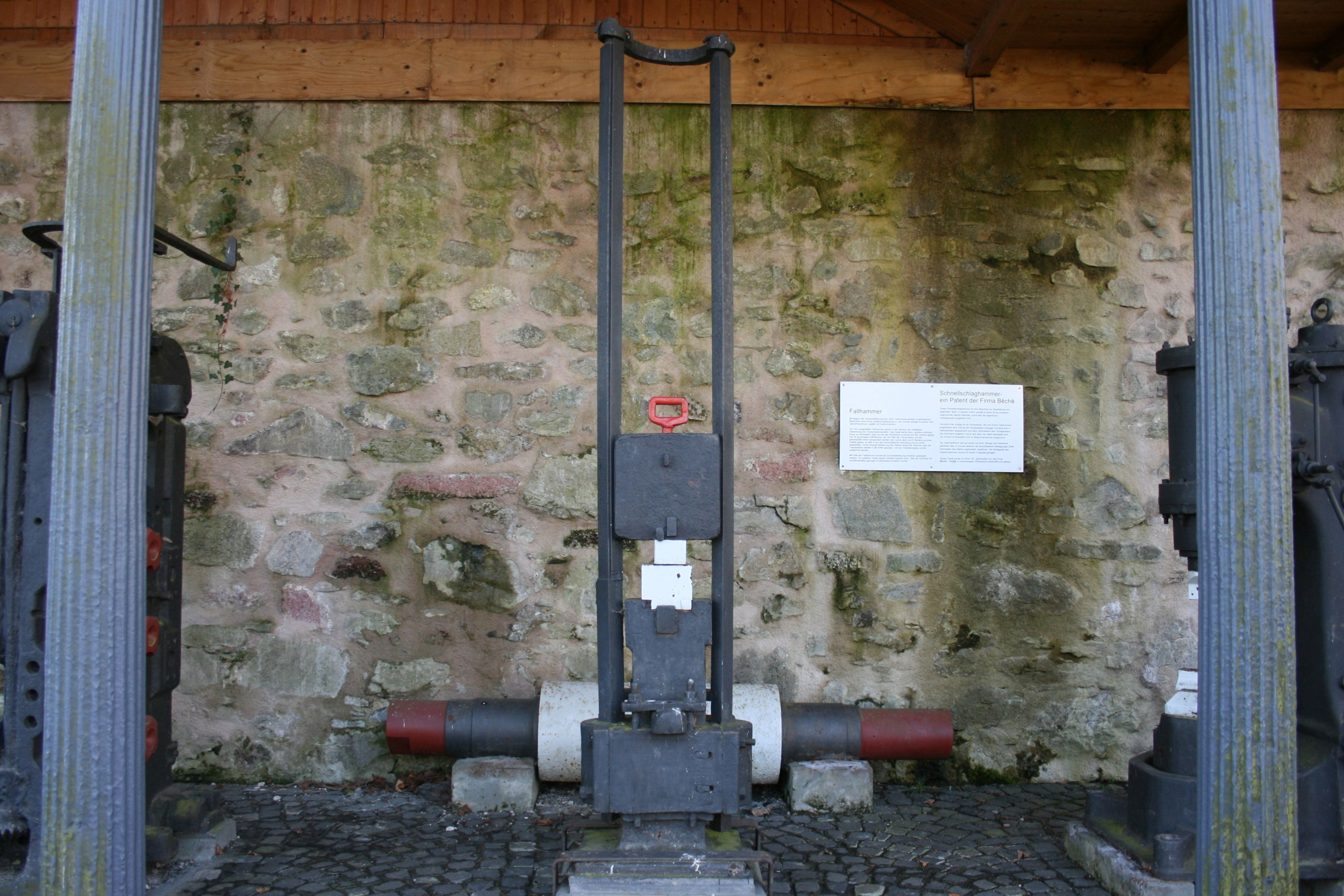
Exponat Fallhammer
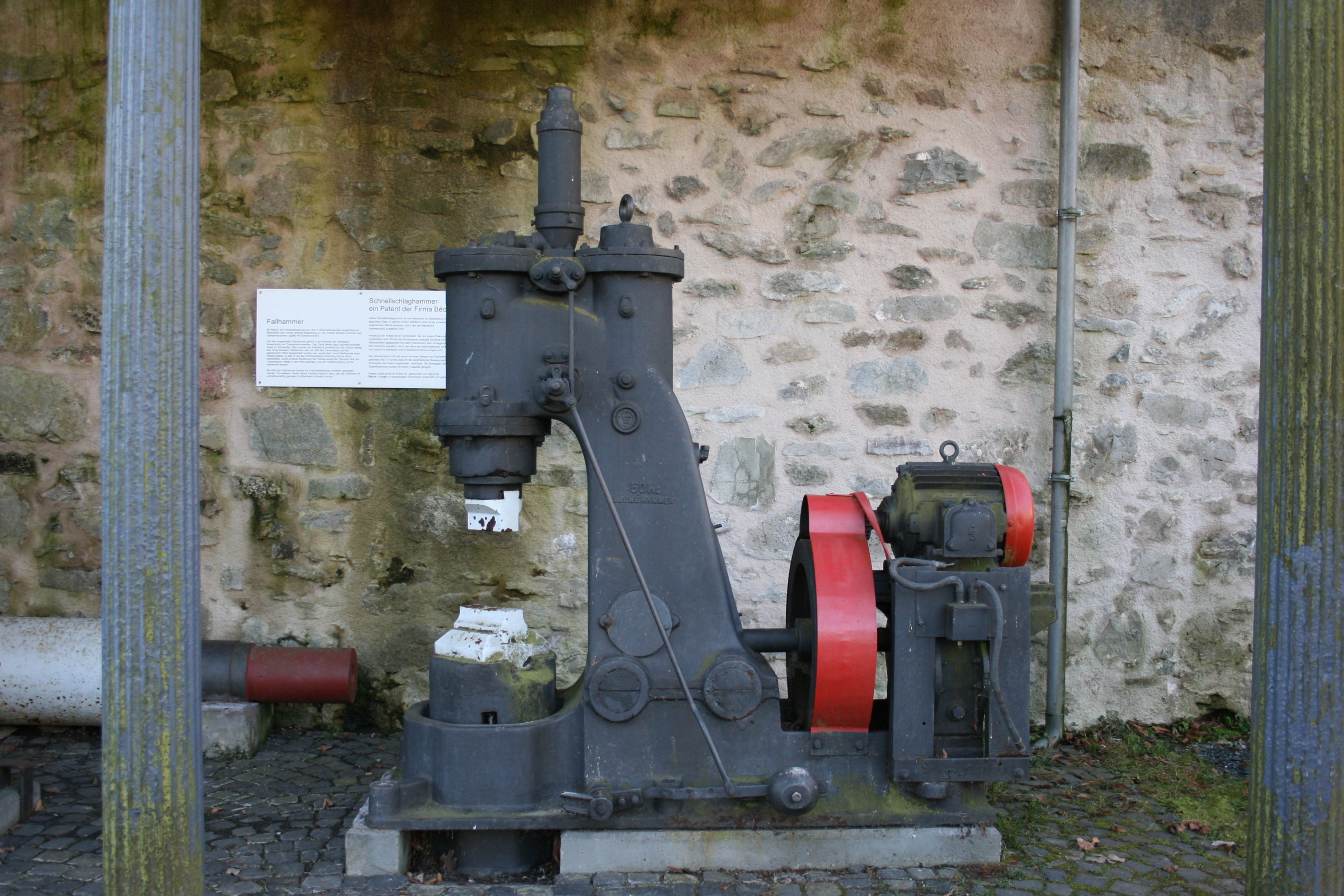
Exponat Schnellschlaghammer